# Stör von Störnstein

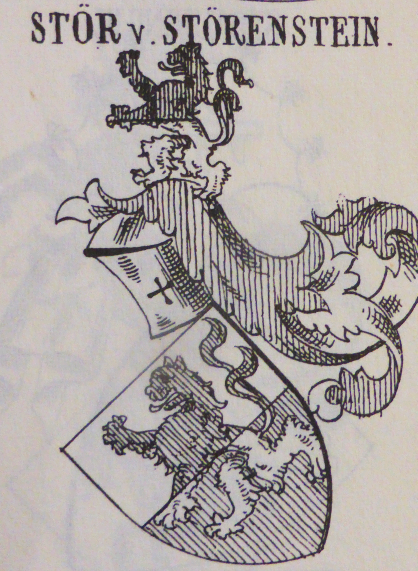
Wappen der Stör von Störnstein nach Siebmachers Wappenbuch

Die Stör von Störnstein waren ein Oberpfälzer Adelsgeschlecht, das nach Wiguleus Hund turnierfähig war, also dem höheren Adel angehörte, im Laufe der Zeit aber auch im Dienst der Bayerischen Herzöge und des Bistums Bamberg standen. Als ihr Stammsitz kann die Burg Störnstein angesehen werden.

## Geschichte
Mitglieder der Adelsfamilie Stör werden erstmals in der ersten Hälfte des 12. Jahrhunderts genannt. Bei der Übergabe von zwei Mansen bei Traitsching durch Adelheid von Wartberg 1138 an das Kloster Ensdorf wird Graf Gebhard III. von Sulzbach, der sich das Gut zu Unrecht angeeignet hatte, genannt. Die Vogtei übertrug Otto V. von Wittelsbach 1144 an Graf Gebhard. Zeuge dieser Abmachung ist u. a. auch ein Fridrich Stör. In einer Urkunde des Klosters Kastl von 1170 (bisweilen auch auf 1230 datiert) tritt Rupertus Stoere in einer Zeugenreihe auf, die von dem Reichsministeralien Vlricus de Chunigstein  angeführt wird. Zu dem Rupertus Stör heißt es 1170 in der Kastler Reimchronik:

„Merk mich weiter her
Vom Störnstein sind die Stör
Seind zum Turnier bereit
Mit ritterlicher Arbeit“

Ein Chunz Stör wird als Teilnehmer des 10. Turniers in Zürich von 1165 genannt, Rudolph Stohr wird 1284 beim 15. Turnier in Regensburg erwähnt, Haintz Stör ist am 16. Turnier in Schweinfurt 1296 beteiligt, 1412 sind Marquard und Hanns Stör am 25. Turnier in Regensburg angegeben, 1484 wird Friderich Stör zum Störnsteyn bei 32. Turnier in Ingolstadt angeführt. Diese Turniere werden in dem Turnierbuch von Georg Rüxner erwähnt, wobei das erste Turnier historisch umstritten ist.
Um 1225 treten bei einem Bündnisvertrag zwischen Graf Diepold II. von Leuchtenberg und Graf Heinrich von Ortenburg ein Ulrich Storro und sein Bruder Heinrich als Zeugen auf. Ulrich Stör hatte die Pfandschaft über Neustadt an der Waldnaab, das Heinrich II. von Altendorf durch die Hochzeit mit einer der Erbtöchter des Grafen Gebhards von Sulzbach erhalten hatte, um 20 Pfund erworben.  Allerdings wurde die Pfandschaft am 8. März 1232 weiter an die Ortenburger, und zwar an Heinrich I. von Ortenburg, verpfändet und dann nicht mehr ausgelöst. Diese Verpfändung fand unter der Bedingung statt, dass dem Ulrich Stör seine 20 Pfund zurückerstattet werden. Ein Urkundenzeuge ist dabei Rupert Stör. Ulrich und Rupert Stör treten 1225, 1233, 1237 und 1238 mehrmals als Zeugen der Ortenburger auf.
Nach dem Salbuch von Herzog Ludwig der Strenge von 1270, hat dieser die zur Burg Störnstein (castrum Stör) gehörenden Besitzungen dem Ulrich Stoer abgekauft. Der Grund des Verkaufs ist nicht bekannt; die Stör bleiben weiterhin Besitzer verstreuter Güter in der Oberpfalz. Einige Jahrzehnte besitzen die Störe von Störnstein den Ort Zogenreuth (heute ein Ortsteil von Auerbach in der Oberpfalz), von dem aus sie den Besitz der Bamberger Bischöfe in der Oberpfalz verwalten. Beziehungen zwischen den Stör und dem Bistum sind auch durch Conrad Stöhr zum Störnstein gegeben, der 1368 und 1384 als Domherr zu Bamberg und als Pfarrer von St. Laurentie in Nürnberg genannt wird. Zudem treten Mitglieder der Stör im 14. Jahrhundert des Öfteren als Zeugen für den Bamberger Bischof auf, so am 10. März 1354, als Walbram Stör dem Bischof von Bamberg Leopold III. von Bebenburg eine Verpflichtungserklärung für die Verpfändung eines Teiles von Veldenstein ausstellt, oder am 20. Mai 1355, als Fricz Stor der Jueng dem gleichen Bischof bestätigt, dass ein Burggut zu Triebenreut (heute Ortsteil von Stadtsteinach) wieder ausgelöst wurde. Georg Storn von Storenstein erhält 1518 von Bischof Georg III. Schenk von Limpurg den Sitz zu Zogenreuth verliehen. Angehörige dieses Rittergeschlechts verwalteten auch mehrere Jahre das bambergische Amt Veldenstein-Neuhaus. In diesem Zusammenhang erhielten die Störe wahrscheinlich auch Zogenreuth als Lehen von Bamberg. An sie war auch der Zoll auf der Rotenbrücke, der Zoll von Auerbach und von Michelfeld verpachtet. Die Zeit der Störe in Zogenreuth endete um 1550; von 1550 bis etwa 1573 ist Georg von Gravenreuth Besitzer von Zogenreuth.
Die Störe erscheinen im 13. Jahrhundert häufig in Speinsharter, Reichenbacher und Waldsassener Urkunden. Am 31. März 1239 wird dem Kloster Speinshart nach einem Rechtsstreit ein Gut durch Landgraf Gebhard III. zugesprochen. Unter den Urkundenzeugen werden Rupertus Storo, Fridericus Storo und Vlricus Storo genannt. 1244 schenkt Landgraf Gebhard dem Kloster Waldsassen seinen Hof in Masch (curiam in Masch, heute ein Ortsteil der Stadt Waldershof); ein Zeuge ist dabei Ulrich Bos (lat. = Rind, Ochse, Stier), aus dem im Index ein Ulrich Stör wird. 1261 und 1262  ist ein Ulrich Storo (Ulricus dictus Stoer) Zeuge bei einer Schenkung des Berthold von Waldau an das Kloster Waldsassen. 1282 ist ein Chunradus Stoero Zeuge einer Amtshandlung in Störnstein des Abtes von Waldsassen. 1218 ist Rupertus Steour Zeuge bei der Übergabe eines Hofes in Premstorf an das Kloster Reichenbach. In einer Urkunde des Klosters Reichenbach von 1254 wird ein Ulricus Storo genannt, auch 1265 wird dieser erwähnt. 1338 ist hier der Siegelzeuge Cunraden der Storen und 1368 der Taydinger Herman der Stör verbürgt. Herman der Stör wird 1369 an dem hof, also in Stadtamhof genannt, 1370 ist er Landrichter zu Haidau.
Im Urbarium des Vicedomamtes Lengenfeld von 1326 erscheint ein Werner Stör als Bezugsberechtigter landesherrlicher Abgaben, die noch aus dem Verkauf von Störnstein stammen. Ruperz der Stör ist 1341 Viztum zu Sulzbach. Die Veste zu dem Stadel im Gericht Regenstauf wird in zwei Urkunden vom 23. August 1342 genannt, in denen sich ein Wernt der Stor ze dem Stadel dem Bischof Heinrich von Regensburg verdingt. 1382 verkauft Chunrad der Stör zu Regenstauf den Gesellenhof (gemeint ist die Einöde Gsellhof der Gemeinde Altenthann) an den Abt von Reichenbach.
1416 tritt fridrich der Storn, Forstmeister zu Vilseck, als Siegelzeuge auf. Marquart Stör, der bereits im Landsassenbuch von 1419 angeführt wird, ist Pfleger von Cham; er ist 1433 an der Schlacht bei Hiltersried gegen die Hussiten beteiligt. Bei dieser Schlacht fiel ein Konrad Stör von Regenstauf. Zwischen 1422 und 1446 ist Marquart Stör auch Pfleger von Regenstauf und nennt sich Marquart Stör zu Regenstauf. Die Veste und die Herrschaft Regenstauf wird ihm 1477 von Herzog Wilhelm übertragen. Sein Amtssitz befand sich im Unteren Schloss von Regenstauf.
1518 wird ein Jorig Stoer mit der Burghut Kulmain betraut.
Auch um Störnstein hatte die Störe noch Besitzungen: 1546 gibt Hans Stör der Ältere an den Weidener Bürger Thomas Koler zwei Tagwerk Wiesen unter dem Eybenbühl bei der Schweinenaab zum Lehen. Außerdem besaßen sie das Dorf Sternstein in Sulzbach. 1544 gibt Hans Stör der Ältere dieses an den Sulzbacher Bürger Jörg Kanzler zum Lehen. 1568 erhält der Weidener Bürger und Gelehrte Georg Lengfelder von Jerg Stör vom Störnstein ein Lehen zu Clein Schönprun; der Jorg Stoer wird 1533 auch als Bürger zu Weiden bezeichnet. Weitere Familienangehörige sind Hans Stör von Störnstein zu Zogenreuth (Urkunde vom 8. März 1549), Georg Stör von Störnstein zu Auerbach (Urkunde vom 30. September 1593), Christioh Philip von Störnstein zu Drausnitz (Urkunde vom 3. Mai 1606 und vom 9. Januar 1617) und Herman Caspar Stör von Störnstein zu Unterfrankenhohe (Urkunde vom 26. April 1617 und vom 23. Juli 1619). Ende des 17. Jahrhunderts gilt dieses Adelsgeschlecht als verbürgerlicht (so wird 1565 ein Cristof Stöer als Canzleischreiber genannt).